# Jerzy Rudnicki (historyk)
Jerzy Rudnicki (ur. 28 września 1926 w Łomży, zm. w nocy z 15 na 16 marca 2008) – lekarz, historyk-regionalista.

## Życiorys
Studia medyczne ukończył w 1954 r. na Wydziale Lekarskim Akademii Medycznej w Poznaniu. Zawsze interesował się kulturą i sztuką, w szerokim tego słowa znaczeniu. W czasie studiów lekarskich uczył się u prof. Wincentego Nowakowskiego śpiewu klasycznego. Interesowały go wszystkie dziedziny sztuki: muzyka, architektura, a szczególnie malarstwo. Z innych dziedzin, poza medycyną, interesował się literaturą i historią.
W 1965 r. powrócił do Łomży, gdzie objął stanowisko ordynatora oddziału ortopedyczno-urazowego w tamtejszym szpitalu. Jednocześnie zaangażował się w pracę społeczną. Był wiceprezesem Łomżyńskiego Towarzystwa Muzycznego, członkiem Robotniczego Stowarzyszenia Twórców Kultury. Był przewodniczącym Wojewódzkiej Rady Stowarzyszenia Twórców Kultury. Zaczął czynnie uprawiać malarstwo. Brał czynny udział w wielu malarskich plenerach, wystawach zbiorowych i indywidualnych w kraju i za granicą. Swoje zamiłowanie do sztuk plastycznych połączył z zainteresowaniem historią. Dlatego zajął się opracowaniem, w ogólnym zarysie, dziejów ziemi łomżyńskiej, a szczególnie jej zabytków, aby utrwalić je w pamięci potomnych.

## Wybrane publikacje
- Jerzy Rudnicki: Zabytki Ziemi Łomżyńskiej TOM I. Rajgród: Towarzystwo Miłośników Rajgrodu, 2001. Brak numerów stron w książce
- Jerzy Rudnicki: Zabytki Ziemi Łomżyńskiej TOM II. Rajgród: Towarzystwo Miłośników Rajgrodu, 2001. ISBN 83-88371-04-5. Brak numerów stron w książce